# 田代祐一
田代 祐一（たしろ ゆういち、1959年2月3日 - ）は、日本の元オートレース選手。千葉県出身。15期、伊勢崎オートレース場所属。

## 選手データ
- プロフィール
  - 選手登録 1977年5月25日

- 戦歴 
  - 通算優勝回数:104回
  - グレードレース（SG,GI,GII）優勝回数:27回
  - 全国区レース優勝回数:4回（SG3回・全国地区対抗戦1回）
  - SG優勝回数:3回
  - GI優勝回数:10回
  - GII優勝回数:14回
  - 年間最多勝利選手:1回
  - 通算勝利数:1356勝

## 略歴
- 1977年
  - 5月25日、選手登録。当初は川口オートレース場に配属されたが、前年に新設された伊勢崎オートレース場にまもなく移籍。
- 1983年
  - 5月24日、GI第19回春のスピード王決定戦（飯塚）優勝。当時の競走車呼名は「ナンバーワン」。競走タイムは3.41。
  - 7月27日、GII第6回稲妻賞争奪戦（伊勢崎）優勝。競走タイムは3.46。
  - 12月5日、GI第9回グランドチャンピオン決定戦（川口）優勝。競走タイムは3.43。
  - 同年のオートレース表彰選手において最優秀選手賞を受賞。
- 1984年
  - 7月9日、GII第7回稲妻賞争奪戦優勝。競走タイムは3.45。
  - 12月11日、GIスピード王決定戦（山陽）優勝。競走タイムは3.44。
- 1985年
  - この年、自身初の伊勢崎A1（前・後期）となる。
- 1987年
  - 2月16日、GII第9回はやて賞争奪戦（伊勢崎）優勝。当時の競走車呼名は「ワカダイショー」。競走タイムは3.44。
  - 6月22日、GII第10回稲妻賞争奪戦優勝。競走タイムは3.44。
  - 同年のオートレース表彰選手において、最高単勝率選手賞と最高複勝率選手賞を受賞。
- 1988年
  - この年の伊勢崎A1（前・後期）。
  - 3月15日、SG第1回全日本選抜オートレース（飯塚オートレース場）で特別競走（現在のSG）初制覇。当時の競走車呼名は「ナンバーワン」。競走タイムは3.406。
  - 11月3日、SG第20回日本選手権オートレース（飯塚）優勝。競走タイムは3.424。
  - 11月10日、GII九州スポーツ杯争奪第21回山陽王座決定戦（山陽）優勝。競走タイムは3.41。
  - 12月8日、GII第13回ウィンターカップ争奪戦（船橋オートレース場）優勝。競走タイムは3.38。
  - 11月26日 - 11月28日の伊勢崎オートレース場一般開催、12月4日 - 12月8日のGII第13回ウィンターカップ争奪戦、そして12月10日 - 12月13日の伊勢崎一般開催にて飯塚将光（9期、船橋オートレース場所属）、篠崎実（9期、川口オートレース場所属）、和久田正勝（10期、引退）に次ぎ4人目となる10連勝記録を樹立。
  - この年の賞金王となる。
  - 同年のオートレース表彰選手において、最優秀選手賞・特別賞を受賞。また、日刊スポーツオートレース三賞の一つである殊勲賞と日本プロスポーツ会議功労賞も受賞。
- 1989年
  - 同年の伊勢崎A1（前・後期）となる。
  - 2月1日、SG第3回スーパースター王座決定戦（川口オートレース場）優勝。当時の競走車呼名は「ナンバーワン」。競走タイムは3.794。
  - 2月21日、GII第11回はやて賞争奪戦優勝。競走タイムは3.63。
- 1990年
  - 同年の後期伊勢崎A1となる。
  - 3月7日、GII第22回山陽王座決定戦優勝。当時の競走車呼名は「モンスター」。競走タイムは3.893。
  - GI第2回全国地区対抗戦A級王座決定戦（浜松オートレース場）優勝。
- 1991年
  - 同年の後期伊勢崎A1となる。
  - 2月5日、GII第23回山陽王座決定戦優勝。競走タイムは3.400。
- 1993年
  - 8月10日、GII第16回稲妻賞争奪戦優勝。競走タイムは3.612。
  - 同年の後期伊勢崎A1となる。以後、1997年前期まで伊勢崎A1に。
  - 同年のオートレース表彰選手にて優秀選手賞を受賞。以降、1997年まで優秀選手賞を連続受賞。
- 1994年
  - 4月29日、SG第13回オールスターオートレース（船橋オートレース場）優勝戦にて1着入線。しかし、1周回1～2コーナーで4番の片平巧選手に内側から接触・押圧したため失格となり、島田信廣が繰り上がりで優勝する。SG競走での1着失格は史上初。
  - 5月31日、GI第17回春のスピード王決定戦（伊勢崎オートレース場）優勝。競走タイムは3.746。
  - 9月18日、GI第1回ムーンライトチャンピオンカップ決定戦（伊勢崎オートレース場）優勝。競走タイムは3.727。
  - 11月23日、開場記念GI第18回シルクカップ争奪戦（伊勢崎オートレース場）優勝。競走タイムは3.372。
- 1995年
  - 3月21日、GII第17回はやて賞争奪戦優勝。競走タイムは3.408。
  - 6月7日、サンケイスポーツGII第18回まがたま杯争奪戦（川口オートレース場）優勝。当時の競走車呼名は「コンビ」。競走タイムは3.409。
  - 11月27日、開場記念GI第19回シルクカップ争奪戦優勝。競走タイムは3.371。
- 1996年
  - 4月23日、GI全日本スピード王決定戦（伊勢崎オートレース場）優勝。競走タイムは3.383。
  - 7月31日、GI第19回黒潮杯争奪戦（船橋オートレース場）優勝。当時の競走車呼名は「モンスター」。競走タイムは3.398。
- 1997年
  - 9月15日、GI第4回ムーンライトチャンピオンカップ決定戦優勝。競走タイムは3.421。
  - 12月15日、秋田敬吾（5期、山陽オートレース場所属）、飯塚将光（9期、船橋オートレース場所属）、広瀬登喜夫（期前、引退）、阿部光雄（6期、川口オートレース場所属）、吉田光（3期、引退）、桝崎正（7期、引退）、小林啓二（8期、山陽オートレース場所属）、二田水潤太郎（3期、引退）、島田信廣（11期、引退）、鈴木章夫（2期、浜松オートレース場所属）、山元正次（6期、引退）に次いで12人目となる通算1000勝を達成。
- 2002年
  - GIIオーバル・マスターズチャンピオンシップ（伊勢崎）優勝。
  - 6月17日、飯塚将光、小林啓二、島田信廣、篠崎実、鈴木辰己（13期、浜松オートレース場所属）に次いで6人目となる通算100Vを達成。
- 2014年
  - 4月6日、この日の伊勢崎オートでの第3レースを最後に現役引退。
  - 5月11日、伊勢崎オートレース場で引退セレモニーを実施。

現役引退後は高崎にたこ焼きバー「蛸一」を開店。伊勢崎オートレース場や川口オートレース場で出張販売する事がある。

## 漢・田代祐一
田代祐一は1980年代半ばから一躍全国区に躍り出た選手である。
1977年、父（田代禮三。元船橋オートレース場所属。期前、引退）の後を追ってデビュー。当初は川口に配属されたが、まもなく新設された伊勢崎オートレース場へ転属となった。
1982年の第14回日本選手権オートレース（飯塚オートレース場）にフジの単気筒で特別初出場を果たしたものの、その時は初日の試走時に落車してしまった。
翌1983年の第15回日本選手権オートレース（浜松オートレース場）にはトライアンフに乗り換えて出場。当時準決勝戦は第9、第10、第11レースの3個レースしか行われておらず、優勝戦へ勝ち上がれるのは、準決勝での1、2着の選手と、3着の選手のうち競走タイム上位の二名であった。この準決勝戦で3着となった田代は、同じく準決勝戦で3着だった飯塚将光とのタイム差、それもコンマ数秒の差で敗れ、優勝戦への進出を逃してしまった。
その後、記念レースをいくつも制覇した田代だったが、特別レース=日本選手権オートレースはなお高い壁として存在していた。
しかし、1988年3月15日、新設された特別競走の全日本選抜オートレースで優勝を飾り、流れを掴んだ。当人曰く、「乗り手としては1982年、83年の頃の方が上だったと思う」との事だが、「この優勝でツキが変わった」とも言っている。
そして、1988年11月3日、飯塚オートレース場で開催された第20回日本選手権オートレース、歴代の優勝戦史上でもトップクラスの死闘の果てに、田代は念願の選手権初制覇を成し遂げたのである。
この大会では飯塚将光の選手権3連覇がかかっていた。そしてもう一つ、浜松オートレース場のエースであった鈴木辰己が新開発されて間もないニューフジ二気筒で参戦していた点でも注目が集まっていたが、彼らを相手に田代は見事勝利を収めた。1着の田代と2着の飯塚の競走タイムは同タイムであった。
伊勢崎オートレース場所属の選手が日本選手権オートレースを制覇したのはこれが初であった。かつて山元正次、土田一男（8期、引退）といったベテランがこのタイトルに挑み、後一歩のところで逃していた。

## 走法
田代の最大の持ち味は、なんと言ってもその果敢な攻めにある。
第20回日本選手権オートレースの際には、直線での速力がニューフジに比べて劣っているトライアンフに乗っていたにもかかわらず、鈴木辰己を直線で捌いた。その後、10周回１Cから2Cにかけて飯塚将光に捌かれたが、立ち上がりで差し返すなど、その強烈な捌きを見せた。
しかし、こうしたアグレッシブな攻めは常に成功するわけではなく、無論、反則・妨害も何度も犯してしまっている。
反則には至らなかったものの、第22回日本選手権の優勝戦ではトップスタートから独走状態の片平巧に対して、最終3～4コーナーにかけて最早無謀とさえ言える強引な切り込みを敢行していた。
また、第24回日本選手権の優勝戦では、最終周回の直線から1Cにかけて、先頭を走る島田信廣とそれを追う岩田行雄（15期、船橋オートレース場所属）の内に突っ込み二車刈りを敢行したが、途中でバランスを崩し岩田を押圧、結果失格となってしまった。
そして、第13回オールスターオートレースの優勝戦では終始先頭をひた走り1着でゴールしたものの、1周回1C～2Cでの反則妨害によって失格となってしまう。史上初の1着失格、それは複数選手への競走妨害によるものであった。前代未聞のSG1着入線での失格の裁定には非常に時間がかかり、TV中継中には審議の結果がでないというほどであった。

## セア導入後
その後、スーパースター王座決定戦も制覇した田代は選手としてのピークを迎えていた。
しかし、「フジ」末期には大きく調子を落とした時期もあり、地元エースの座を転落するなど、それまで見せたことのない衰えを見せ始める。更に、新エンジン「セア」の導入が、その後の田代に大きな影響を与えることとなった。
セアの導入当初、田代はそれ以前のフジの頃の好調を維持していたかに見えた。しかし、その好調が仇となった。田代の最大の持ち味である強引な突っ込みがしにくいセアは田代向きではなかったのである。なまじ好調であったがゆえに、その点に気付くのが遅れてしまった。
そして、セア乗り換え当初は不振が続いていた同期の岩田行雄が徐々に復調の兆しを見せていくのに対して、田代は徐々に不振に喘ぐこととなってしまった。
もう一つが、自分のことを「兄ィ」と慕っていた中村政信の殉職である。彼の殉職以降、田代は目に見えて調子を崩していた。それまで、勝つためならどんなに危険な走りも厭わなかった田代が、走る事に恐怖を感じるようになってしまったのである。しかし、この恐怖は一時的なものに過ぎなかった。やがてその恐れを自ら拭い去った田代は、徐々に復調の兆しを見せていった。
しかし、時を同じくして伊勢崎では高橋貢が台頭。これにより田代の存在は一部の熱狂的ファンを除いて完全に霞んでしまった。
現在、伊勢崎オートレース場と飯塚オートレース場の所属選手の一部は落車時に頚椎を保護する特殊なエアバッグを装備している。この開発にあたっては、田代の協力が大きかったとされる。当初から田代に依頼をしていたそうだが、田代自身は余り乗り気ではなかった。しかし、上述した中村政信の殉職がきっかけとなり、この開発に協力した。現在このエアバッグは徐々にではあるが選手間で広がりつつある。

## エピソード
伊勢崎での一般開催で、優勝戦へ駒を進めた田代は準決勝戦後のインタビューで「今節はアレがいないから。鬼の居ぬ間の洗濯ですよ。」と答えたことがあった。